# 新京阪鉄道
新京阪鉄道（しんけいはんてつどう）は、京阪電気鉄道が設立し京都府・大阪府に路線を有していた鉄道会社。現在の阪急京都本線系統にあたる鉄道路線を建設した。

## 歴史
京阪電気鉄道系の会社として、淀川西岸における新路線の敷設を行うために設立された。
1918年（大正7年）、淀川西岸への支線建設を計画し、敷設特許申請を行った京阪電気鉄道は、京阪本線の改良工事と比較し、遥かに迅速かつ安価で効果的であるとの判断から、京都までの新線として一挙に敷設し、相乗効果により京阪本線の輸送力向上工事にも弾みをつけることを目的として申請を変更した。敷設を行うための子会社として新京阪鉄道を設立、準拠法を軌道法から地方鉄道法とし、特許から切り替えた免許が譲渡された。
当初は桜ノ宮仮駅を起点とし、のちに梅田まで開業（京阪梅田線）する予定であったが、当時の城東線の輸送力に配慮して計画が変更され、十三駅 - 淡路駅 - 千里山駅間の路線を所有していた北大阪電気鉄道を買収し、同社の所有していた免許を利用して天神橋筋六丁目（天六）に大阪方起点を設けることとした。
完成した天神橋駅（現天神橋筋六丁目駅）にはターミナルビルとして、新京阪ビルディング（後の「天六阪急ビル」：2010年に解体）を設けた。これはアメリカのパシフィック電鉄などのインターアーバンのターミナルに範を取った、プラットホームを2階に設ける電鉄駅内蔵型高層ビルの日本における嚆矢となる、当時としては破格の高層建築物である。このビルと、ここから新淀川橋梁直前まで続く鉄筋コンクリート造の高架橋のコンセプトや基本設計は、以後日本で開業することになる第2世代の都市間高速電車群の路線計画に多大な影響を与えた。
また、京都側では地下線によって市内に乗り入れる予定であったが、工事には時間と多大な費用を要すること、そして昭和天皇即位大典が京都御所で催されることになっていたことから、暫定的に市の外れ、当時葛野郡西院村（1931年に京都市右京区へ編入）に駅を設置し、ここから京都市電・市バスなどで市街地へアクセスさせることにした。
1928年、天神橋 - 西院間を開業させ、1930年に、京阪電気鉄道に吸収合併された。京阪本線と新京阪線の相乗効果を一層高めるとともに、和歌山地区の電力供給部門・軌道部門の合同電気株式会社への譲渡と合わせ、蒲生信号所 - 守口（現・守口市）間複々線化工事の原資とした。
1931年には西院から京阪京都駅（現・大宮）までの地下線による延長が完成した。さらに、名古屋急行電鉄として名古屋までの路線延長が計画されていたが、これは昭和恐慌の影響で立ち消えとなった。
新京阪鉄道では、車両は当時の最高水準を実現していた。特に1927年から製造した「6番目の旅客車両形式 Passenger car 6」を意味するP-6形電車は、全長19m・重量52t・出力800馬力という、当時日本で最大最強の高速電車であり、最速の「超特急」で天神橋-京阪京都間を34分（表定速度75.3km/h）で結んだ。また国鉄東海道本線の特急「燕」を並行区間で追い抜いたという逸話で知られる。新京阪鉄道の沿線は人口過疎地域であったため、都市間輸送に重きを置いたことが、このような高性能電車を生む結果となった。
戦中の1943年には京阪電気鉄道と阪神急行電鉄が合併し、京阪神急行電鉄（阪急、1973年に阪急電鉄と改称）となった。
しかし戦後の1949年に行われた役員会において、旧京阪側は合併前の状態へ戻すことを主張したのに対し、旧阪急側は1944年（昭和19年）から開始された新京阪線電車の阪急梅田駅乗り入れ実績を踏まえ、新京阪電鉄を阪急側の所属路線とすることを主張した。新京阪線が淀川の両岸に路線を持つことによる相乗効果を狙って建設されたこと、旧阪急系役員の頭数の多さによる旧京阪系役員の劣勢から結果的に新京阪線は阪急側へ収奪されることとなり、それらは阪急京都本線・阪急千里線・阪急嵐山線となった。
その後も両社は、十三 - 梅田間の線増や、烏丸 - 河原町間・北浜 - 淀屋橋間・七条 - 四条間の地下線工事、特急車両の設計新造、北浜駅・京橋駅・烏丸駅・河原町駅のリニューアル、くずはモール（花のモール）・HEPファイブの建設、快速特急の運転などで互いに協力している。
このような歴史的経緯から、京都本線系統の各線は、車両技術・規格や施設面において阪急が自社建設した軌道条例 → 軌道法由来の路線とは多く異なる面があった。そのため現在でも、阪急自身が建設した神戸線・宝塚線系統の各路線を「神宝線」と総称し、京都本線系統の各線と区別することがある。

### 新京阪鉄道設立まで（京阪電気鉄道時代）
- 1918年（大正7年）4月16日 淀川西岸支線敷設特許申請
- 1918年（大正7年）12月27日 延長線追願（目論見書変更申請）（山崎、長岡、桂、西京極、西院、四条大宮）
- 1919年（大正8年）7月21日 特許状及び命令書下付
- 1920年（大正9年）2月21日 城東線一部払下申請
- 1920年（大正9年）5月20日 鉄道大臣より城東線一部払下内諾
- 1920年（大正9年）5月24日 払下請書、野江から北区本庄葉村町へ起点変更申請
- 1921年（大正10年）11月14日 特許から免許に変更申請
- 1922年（大正11年）4月25日 特許から免許へ変更許可

### 新京阪鉄道
- 1922年（大正11年）6月28日 新京阪鉄道創立
- 1923年（大正12年）4月1日 北大阪電気鉄道から鉄道事業を譲受
- 1923年（大正12年）6月18日 淡路 - 上新庄間敷設免許
- 1923年（大正12年）9月5日 十三 - 稗島間敷設免許
- 1923年（大正12年）12月3日 豊津－箕面間支線敷設免許申請（1925年10月22日却下）[5]
- 1924年（大正13年）5月13日 京都電燈、松尾村　- 新神足村 - 海印寺村間敷設免許。後に新京阪鉄道が譲り受け
- 1925年（大正14年）6月15日 新京阪鉄道、西吹田から高槻に至る第二の支線計画を申請
- 1925年（大正14年）10月15日 天神橋 - 淡路間開業[5]
- 1926年（大正15年）3月22日 新京阪鉄道、第二の支線計画を差換え手続き[5]
- 1926年（大正15年）7月5日 下新庄 - 正雀間工事着手
- 1926年（大正15年）9月15日 茨木町 - 高槻町間工事着手
- 1926年（大正15年）9月27日 京都市と西院 - 四条河原町間地下敷設契約締結
- 1926年（大正15年）12月1日 高槻町 - 島本村間工事着手
- 1927年（昭和2年）1月28日 正雀 - 茨木町間工事着手
- 1927年（昭和2年）9月 大山崎 - 向日町間工事着手
- 1927年（昭和2年）10月13日 京都電燈より新京阪鉄道に松尾村 - 海印寺村間敷設免許譲渡[6]
- 1927年（昭和2年）10月18日 大宮 - 河原町間敷設免許
- 1927年（昭和2年）11月19日 正雀車庫竣工（1928年2月1日使用開始）
- 1927年（昭和2年）11月29日 京都西院 - 四条大宮間工事施行認可
- 1928年（昭和3年）1月16日 淡路 - 高槻町間開業。架線電圧を直流1,500Vに昇圧
- 1928年（昭和3年）2月 桂 - 西京極間工事着手
- 1928年（昭和3年）5月22日 松尾村 - 海印寺村間免許（洛西線）、桂 - 嵐山間及び東長岡（長岡天神）- 海印寺間に路線分割、起終点変更[6]
- 1928年（昭和3年）5月25日 桂 - 嵐山間工事着手[6]
- 1928年（昭和3年）10月20日 桂車庫竣工
- 1928年（昭和3年）10月30日 向日町変電所竣工
- 1928年（昭和3年）11月1日 高槻町 - 西院（仮駅）間開業
- 1928年（昭和3年）11月9日 桂 - 嵐山間開業
- 1928年（昭和3年）6月15日 京都地下線、西院 - 西大路四条間工事着手
- 1928年（昭和3年）7月2日 西向日町 - 山科間敷設免許申請[7]
- 1928年（昭和3年）9月16日 正雀車両工場竣工
- 1928年（昭和3年）11月6日 西向日町 - 山科間敷設免許[7]
- 1929年（昭和4年）10月14日 第二の支線計画却下
- 1929年（昭和4年）2月20日 京都地下線、道路下区間工事準備
- 1929年（昭和4年）7月1日 京都地下線、道路下区間鉄矢板打ち込み開始
- 1929年（昭和4年）8月11日 京都地下線、専用区間竣工
- 1929年（昭和4年）9月14日 千里山－山田間延長線敷設免許申請[5]
- 1930年（昭和4年）10月11日  東長岡（長岡天神） - 海印寺間、起業廃止許可申請（5年2月22日廃止許可[6]）
- 1929年（昭和4年）10月21日 西向日町 - 山科間工事施行認可申請[7]
- 1930年（昭和5年）1月20日 京都地下線、道路下区間掘削開始
- 1930年（昭和5年）4月21日 天神橋 - 西院に超特急運転開始
- 1930年（昭和5年）6月17日 京阪電気鉄道、新京阪鉄道との合併仮契約
- 1930年（昭和5年）6月23日 京都地下線、道路下区間構築開始

### 京阪電気鉄道
- 1930年（昭和5年）9月15日 京阪電気鉄道・新京阪鉄道合併
- 1931年（昭和6年）3月31日 新京阪線の京都地下線、西院 - 京阪京都（大宮）間開業
- 1931年（昭和6年）12月23日 千里山 - 山田間延長線敷設免許[5]
- 1932年（昭和7年）10月13日 千里山 - 山田間延長線工事施行認可申請期限延期申請[5]
- 1932年（昭和8年）10月20日 千里山 - 山田間延長線再度工事施行認可申請期限延期申請[5]
- 1934年（昭和9年）9月1日 十三 - 京都間直通急行列車運転開始。その後一時休止
- 1935年（昭和10年）9月27日 千里山 - 山田間延長線起業廃止申請（翌年11月28日廃止許可 [5]）
- 1937年（昭和12年）8月7日 西向日町 - 山科間起業廃止申請（同年9月28日廃止許可[7]）
- 1941年（昭和16年）11月1日 十三 - 京都間直通急行列車運転再開
- 1943年（昭和18年）10月1日 京阪電気鉄道と阪神急行電鉄が合併、京阪神急行電鉄となる

これ以降は阪急京都本線、阪急電鉄、阪急阪神ホールディングスを参照

## 駅一覧
京阪電気鉄道時代、1932年、京阪京都開業後のものを示す。距離は路線図参照。
| 駅名           | 接続路線                                                             |
| -------------- | -------------------------------------------------------------------- |
| 天神橋駅       | 大阪市電 阪神電気鉄道：北大阪線                                      |
| 長柄駅         | 大阪市電                                                             |
| 柴島駅         |                                                                      |
| 淡路駅         | 京阪電気鉄道：千里山線・十三線                                       |
| 上新庄駅       |                                                                      |
| 吹田町駅       |                                                                      |
| 正雀駅         |                                                                      |
| 茨木町駅       |                                                                      |
| 総持寺前駅     |                                                                      |
| 富田町駅       |                                                                      |
| 高槻町駅       |                                                                      |
| 上牧桜井ノ駅駅 |                                                                      |
| 大山崎駅       |                                                                      |
| 長岡天神駅     |                                                                      |
| 西向日町駅     |                                                                      |
| 東向日町駅     |                                                                      |
| 桂駅           | 京阪電気鉄道：嵐山線                                                 |
| 西京極駅       |                                                                      |
| 西院駅         | 京都電燈：嵐山本線 京都市電：西大路線 京都市営トロリーバス：無軌条線 |
| 京阪京都駅     | 京都電燈：嵐山本線 京都市電：四条線・大宮線・千本線                  |

| 駅名     | 接続路線                       |
| -------- | ------------------------------ |
| 淡路駅   | 京阪電気鉄道：新京阪線・十三線 |
| 下新庄駅 |                                |
| 東吹田駅 |                                |
| 西吹田駅 |                                |
| 豊津駅   |                                |
| 花壇前駅 |                                |
| 大学前駅 |                                |
| 千里山駅 |                                |

| 駅名         | 接続路線               |
| ------------ | ---------------------- |
| 桂駅         | 京阪電気鉄道：新京阪線 |
| 上桂駅       |                        |
| 松尾神社前駅 |                        |
| 嵐山駅       |                        |

| 駅名     | 接続路線                         |
| -------- | -------------------------------- |
| 十三駅   | 阪神急行電鉄：神戸本線・宝塚本線 |
| 南方駅   |                                  |
| 崇禅寺駅 |                                  |
| 淡路駅   | 京阪電気鉄道：新京阪線・千里山線 |

### 未成線
| 駅名       | 接続路線               | 備考                       |
| ---------- | ---------------------- | -------------------------- |
| 西向日町駅 | 京阪電気鉄道：新京阪線 |                            |
| 上久我駅   |                        | 旧京都市神川出張所北側付近 |
| 城南宮駅   |                        | 京都パルスプラザ付近       |
| 深草駅     |                        | 疏水中郷橋東側付近         |
| 勧修寺駅   |                        | 旧東海道本線山科駅西側     |
| 山科駅     | 京阪電気鉄道：六地蔵線 | 京阪バス山科営業所付近     |

| 駅名     | 接続路線                       | 備考             |
| -------- | ------------------------------ | ---------------- |
| 東長岡駅 | 新京阪鉄道：新京阪線           | 現長岡天神駅     |
| 海印寺駅 | 柳谷登山鉄道（駅間距離約900m） | 長岡京市奥海印寺 |

## 輸送・収支実績
| 年度 | 乗客（人） | 貨物量（トン） | 営業収入（円） | 営業費（円） | 益金（円） | その他益金（円）  | その他損金（円）     | 支払利子（円） | 政府補助金（円） |
| ---- | ---------- | -------------- | -------------- | ------------ | ---------- | ----------------- | -------------------- | -------------- | ---------------- |
| 1923 | 3,088,043  | 12,079         | 169,722        | 93,759       | 75,963     |                   |                      | 62,392         |                  |
| 1924 | 3,372,326  | 47,252         | 244,695        | 227,701      | 16,994     | 建設費より135,245 | 償却金120,432雑損482 | 77,634         | 181,552          |
| 1925 | 3,744,303  | 92,752         | 312,402        | 281,993      | 30,409     | 配当補足金125,514 | 償却金67,574雑損328  | 99,555         | 137,048          |
| 1926 | 6,140,665  | 83,770         | 582,350        | 453,807      | 128,543    |                   | 兼業16,665雑損1,297  | 713,866        | 99,324           |
| 1927 | 7,718,113  | 123,163        | 726,173        | 569,298      | 156,875    |                   | 兼業91,534雑損4,802  | 489,871        | 82,655           |
| 1928 | 10,119,437 | 40,688         | 981,391        | 1,022,765    | ▲ 41,374   | 食堂59,515        | 雑損2,759            | 742,332        | 132,592          |
| 1929 | 15,656,008 | 16,741         | 3,154,070      | 2,205,701    | 948,369    | 自動車食堂667,140 | 雑損14,963           | 1,415,783      | 91,023           |
| 1930 | 13,134,290 | 9,508          | 2,366,101      | 1,781,475    | 584,626    | 自動車669,690     | 雑損21,144           | 1,634,051      | 84,458           |

- 鉄道省鉄道統計資料、鉄道統計資料各年度版

## 車両
1943年の阪急・京阪の戦時統合前までの新京阪線に導入された車両を記す。

### 旅客車

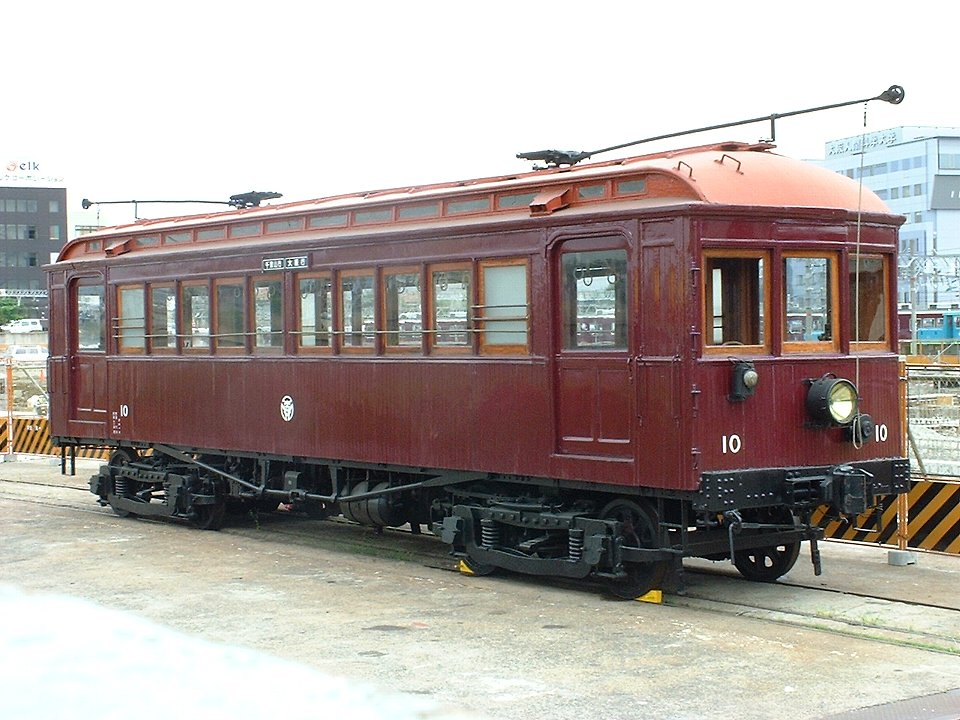
P-4形（後の京阪・阪急10形）

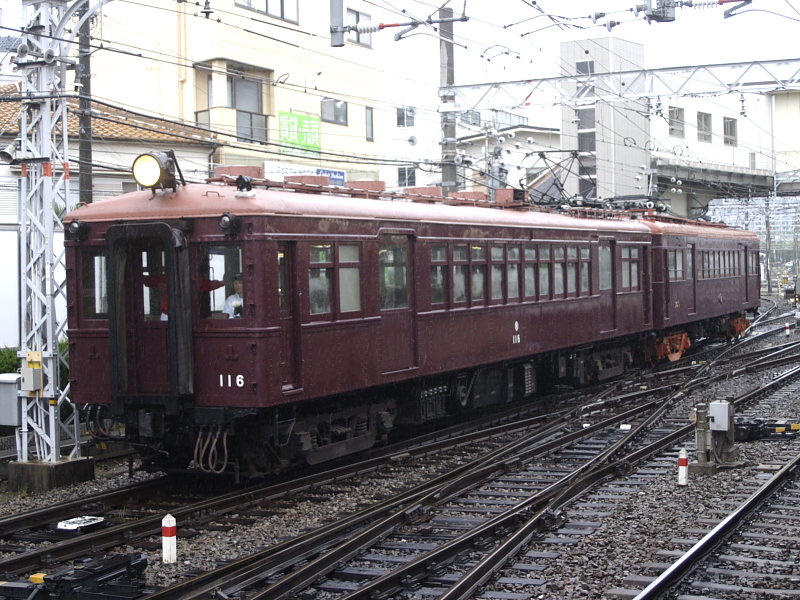
P-6形（後の京阪・阪急100形）

P-1（1形）
北大阪電気鉄道が1921年の開業時に1形として新造。1928年の昇圧対応の対象外となり、愛宕山鉄道と信貴生駒電鉄に移動した。
P-4・P-5（10形）
千里山線用として1925年に登場した小型木造車で、新京阪が最初に新造した電車である。1966年に廃車。10号が保存されている。
P-6（100形）
京阪間の本線開通に備えて1928年に登場、長距離高速電車の草分けとなった。1973年に廃車、116号が技術遺産として保存されている。
200形
千里山駅で焼失した10形25・55号の代替として1937年に新造、車体は流線形となった。1970年に廃車。
300形
千里山線用として1943年に登場、電動車で計画されたが電装品を調達できず制御車となった。1957年に700系に編入、1976年に廃車。

### 機関車

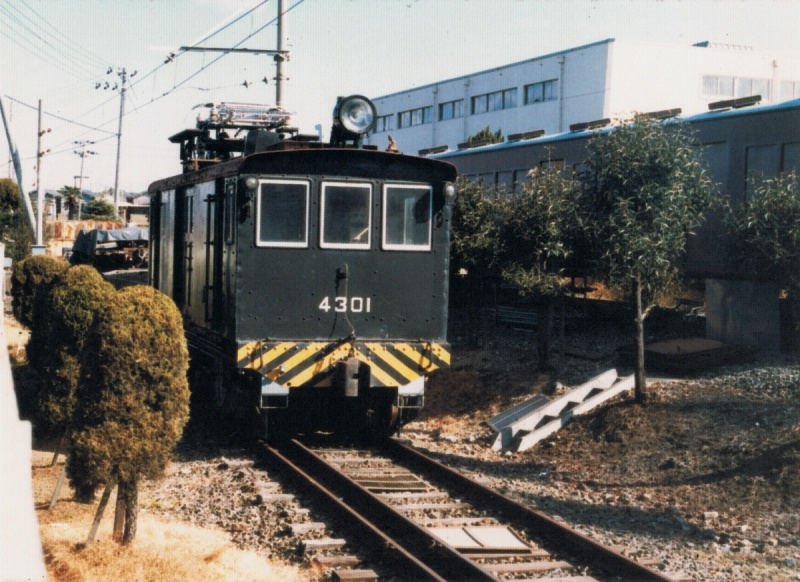
阪急4301号（元新京阪1号）

1 - 3（電気機関車）
千里山付近の土砂を大阪市内に運搬する土運車の牽引用で、1924年に新造。数度の改番を経て1964年に4300形となり、1975年の除籍後も1両が正雀工場の入換用に使用された。
60・61（蒸気機関車）
1927年に国有鉄道より60形蒸気機関車のうち2両を譲受。本線の建設用、千里山付近の土砂運搬用、保線用に使用され、1938年に廃車。

### 貨車
51（4輪電動貨車）
1921年製造の有蓋車。1500V昇圧対応はされず1929年に休車、1934年に廃車となり、1955年頃まで物置として使用されていた。
52・53（4輪電動貨車）
1921年製造の無蓋車。昇圧対応はされず、1929年に信貴生駒電鉄に貸与され、1940年に返却された。その後は客車に改造され大津線で使用された。
1001 - 1014（無蓋車）・1015 - 1020（無蓋緩急車）
1924年製造の4輪無蓋付随貨車で、土砂運搬用である。阪急継承後は保守用の砕石運搬車として神戸線・宝塚線にも配置され、1971年に除籍された。
4・5（無蓋電動貨車）
1928年製造の無蓋電動貨車で、1929年に4001・4002に改番された。4001は1949年に長物車に改造され1979年まで使用、4002はほぼ原型のまま1974年に廃車。
6・7（有蓋電動貨車）
4・5と同時期に製造の有蓋電動貨車で、1929年に3001・3002に改番された。貨物営業用と事業用に使われ、1956年に廃車、機器は210系に流用された。
8（電動魚菜車）
1928年に製造、翌1929年に5001に改番された。中央に魚菜室、両側に客室があり、早朝の新聞や生鮮食料品を輸送した。戦後は救援車となり1964年に4501に改番、1982年に廃車。

### 形式称号
P-6の3次車P-6Bは527 - 539の13両であり、このうち最初に完成したのは538号である。1929年2月6日に538号の竣工届を監督官庁に提出した際、鉄道省監督局長より形式称号を付与すべきとの照会を受け、新京阪では形式称号についての検討が行われた。
1929年6月1日付で形式記号制定届が提出された。内容は以下のとおり。
| 分類           | 記号   | 番台 | 車両番号                      |
| -------------- | ------ | ---- | ----------------------------- |
| 小型電動客車   | デハ   | 1    | 1 - 5（旧番3・5 - 8）         |
| 小型電動客車   | デロ   | 10   | 11 - 30（旧番9・10 → 29・30） |
| 小型付随客車   | フロ   | 50   | 51 - 56                       |
| 大型電動客車   | デイ   | 100  | 101 - 143                     |
| 貴賓用付随客車 | フキ   | 500  | 500                           |
| 大型付随客車   | フイ   | 500  | 501 - 529                     |
| 無蓋付随貨車   | ト     | 1000 | 1001 - 1020                   |
| 電気機関車     | デキ   | 2000 | 2001 - 2003（旧番1 - 3）      |
| 有蓋電動貨車   | デワ   | 3000 | 3001・3002（旧番6・7）        |
| 無蓋電動貨車   | デト   | 4000 | 4001・4002（旧番4・5）        |
| 電動魚菜車     | デハニ | 5000 | 5001（旧番8）                 |

京阪本体との合併後はこの記号は使われなくなったが、「デイ」「デロ」の記号が鉄道ファンの間で浸透している。

## バス事業
新京阪はごく小規模ながらバス事業を行っており、4路線を開設していた。

## 備考
- 安威川の相川駅（旧・京阪吹田駅）付近に架けられた大阪府道151号相川停車場線の橋は、新京阪橋と名付けられている。